# 钠-葡萄糖协同转运蛋白2抑制剂
钠-葡萄糖协同转运蛋白2抑制剂（英語：SGLT2 inhibitors，SGLT2i）又称钠-葡萄糖耦联转运体2抑制剂、钠糖转运子2抑制剂，简称SGLT2抑制剂，又名列净类药物（gliflozins，flozins），是一种通过抑制葡萄糖在肾脏内重吸收而起到降糖作用的抗糖尿病药。 其原理为抑制钠-葡萄糖协同转运蛋白2，用来治疗2型糖尿病。根据对坎格列净（canagliflozin）的研究，SGLT2抑制剂可以降低血糖水平和体重，并且可以降低舒张压与收缩压。 
目前也证实 SGLT2i 在糖尿病肾病患者使用，可减少肾功能恶化及末期肾病的发生。

## 药物列表
数种药物已被开发或者正在进行临床试验，它们包括：
- 达格列净（dapagliflozin），由阿斯利康研发，是第一种获批的SGLT2抑制剂，欧盟在2011年首先批准了此药物。2014年FDA批准其在美国销售。[8]
- 恩格列净（empagliflozin）, 由勃林格殷格翰研发，2014年获FDA批准，是目前对SGLT2选择性最强的药物。[9] [4][10]
- 坎格列净（canagliflozin）, 由强生公司旗下的田边三菱制药研发，是第一种在美国获批的SGLT2抑制剂，随后欧盟也批准其销售。[11] 坎格列汀可同时抑制SGLT1和SGLT2。[4]
- ipragliflozin (ASP-1941)，由日本安斯泰来制药研发，2014年在日本获批。 .[12][13]
- tofogliflozin，由赛诺菲和武田制药研发，已在日本获批。[14]
- sergliflozin etabonate，研发中止于二期临床试验。

## 作用机理

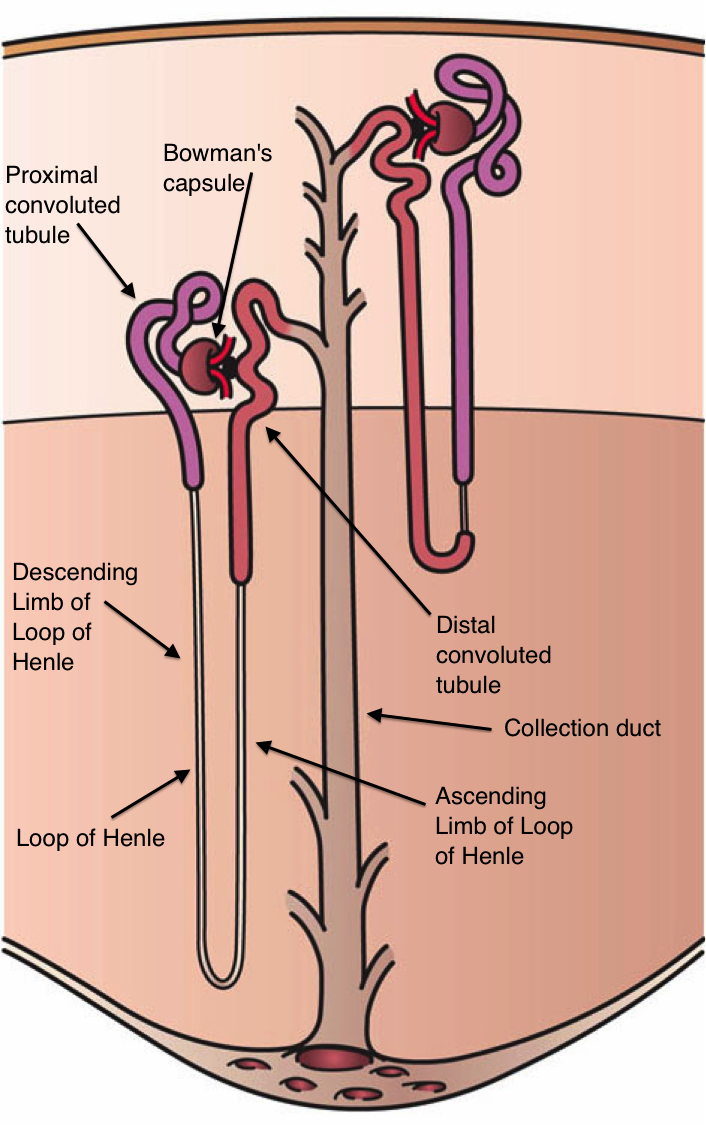
肾脏的肾单位（Nephron）

直接作用于肾脏近曲小管的SGLT2，藉由抑制尿中葡萄糖的再吸收来降低血糖；同时，也会减少钠离子再吸收，在远曲小管的緻密斑感受到较高浓度钠离子，可重建管球反馈（tubuloglomerular feedback），收缩入球动脉，减轻高滤过状态，从而延缓糖尿病肾病的发生与进展，起到肾脏保护作用。
SGLT2抑制剂可有效降低血糖，不易引发低血糖，且可能减轻体重。大型随机分配临床试验证实：SGLT2用于合并心血管疾病的糖尿病患，能降低心血管疾病发作的风险、降低心衰竭住院比例、改善糖尿病肾病的预后。
(一) 降血糖作用
第二型糖尿病患者的高血糖症狀會增加白血球的數量、身體的發炎反應與氧化壓力，而以上這些都與第二型糖尿病的併發症—動脈粥狀硬化有關，而研究發現SGLT2抑制劑可以降低糖化血色素HbA1C的濃度，每降低1%糖化血色素則可降低15-18%心血管疾病的風險。
(二) 抑制胰島素阻抗
本文前面曾提及胰島素抗性為第二型糖尿病的病因之一，而胰島素抗性本身便會增加動脈粥狀硬化的風險，而研究顯示SGLT2抑制劑可降低胰島素抗性，因此可以減緩心血管疾病併發症的風險。
(三) 降低血壓
高血壓為許多心血管疾病的致病原因之一，而SGLT2抑制劑可藉由利尿作用、減輕體重與排鈉功能來降低血壓，也可增強血管收縮素受體阻滯劑的降壓作用並加速血壓的晝夜節律下降，更可以藉由增加體內一氧化氮的產生從而降低血管張力，因此也可以降低心血管疾病併發症的風險。
(四) 減少體脂肪
內臟脂肪的增加會加劇罹患第二型糖尿病與心血管疾病的風險，而SGLT2抑制劑可藉由提高尿糖的排出，每日減少200-300大卡的身體熱量，平均每個患者可以減少2-3公斤的體重，但也不會無限制地降低體重，通常服用3-6個月後便會到達平原期則不再下降體重，而減輕體重與降低內臟脂肪皆可減少心血管疾病的風險。
(五) 減少微蛋白尿
微蛋白尿與心血管疾病的產生具有相關性，而SGLT2抑制劑可藉由增加腎臟入球小動脈的阻力減緩腎臟過度過濾的狀態，使尿液中微蛋白的含量降低進而降低併發心血管疾病的風險。
(六) 改善粒線體功能
心臟的能量代謝非常依靠粒線體的呼吸作用，若粒線體功能失調或壞死則會導致心臟能量衰竭、收縮衰竭、活性氧產生、炎症與心肌細胞凋亡的結果，而SGLT2抑制劑會活化SIRT1/PGC-1α 信號通道，這樣可改善呼吸作用失調以及限制粒線體活性氧的產生，同時SGLT2抑制劑也可以抑制DRP1因子防止粒線體裂變，進而使心肌細胞不會凋亡，降低心血管併發症的風險。

## 不良反应
一些临床报告发现，SGLT2i不良反应包括：排糖利尿造成脱水和低血压、生殖泌尿道感染风险增加、糖尿病酮酸中毒风险增加。
(一) 正常血糖值的酮酸中毒症Euglycemic DKA (eu-DKA)
在體液缺乏的老年患者中，容易會有糖尿病性酮酸中毒的副作用產生，其本身便是一種常見的糖尿病併發症，主要是因體內酮體的累積並伴有嚴重的低血壓症狀，而使用SGLT2抑制劑的第二型糖尿病患者會產生正常血糖值的酮酸中毒症，雖在血液和尿液中皆檢測出酮體反應，但血糖值皆維持在小於250 mg/dL的正常值內，而此有此狀況的患者仍會產生酮酸中毒的相關症狀，例如：噁心、嘔吐、腹痛與呼吸困難等症狀
(二) 下肢截肢
糖尿病患者本身腳趾須截肢的風險就較他人高，主要是因傷口感染、潰瘍與足部護理不足導致，而有研究發現SGLT2抑制劑藥物會因影響礦物質代謝而導致骨折風險增加，其中藥物研究中發現使用Canagliflozin造成下肢截肢與骨折的風險較其他SGLT2抑制劑藥物高出許多。

## 藥物交互作用
(一) 第一型類升糖素胜肽受體致效劑
SGLT2抑制劑與第一型類升糖素胜肽受體致效劑合併使用可防止Gliflozins所誘導的血漿胰島素濃度過低導致的低血糖以及血漿升糖素升高的問題，同時使循環血糖與體重因藥物作用下降的幅度更大。
(二) 雙基胜肽酶抑制劑(DPP-4 inhibitors)
SGLT2抑制劑與DPP-4 inhibitors合併使用可顯著降低糖化血色素HbA1C的濃度、體重與收縮壓，但與單一使用SGLT2抑制劑的效果相比，合併使用此二藥物會增加膽固醇、高密度脂蛋白、低密度脂蛋白與生殖器感染的風險。
(一)  胰島素
SGLT2抑制劑與胰島素合併使用對第二型糖尿病患者而言可顯著降低糖化血色素HbA1C的濃度、每日胰島素劑量需求與體重，同時也可改善胰島素抗性、胰臟貝塔細胞功能、降低血壓與降低內臟脂肪組織堆積，但合併使用可能會增加生殖器感染、正常血糖值的酮酸中毒症的風險。

## 引用
1. ↑  Vaduganathan M, Sathiyakumar V, Singh A, et al. Prescriber patterns of SGLT2i after expansions of US Food and Drug Administration labeling[J]. Journal of the American College of Cardiology, 2018, 72(25): 3370-3372.
2. ↑  .   [2024-03-15]. （原始内容存档于2024-03-08）.
3. ↑  徐鲁斌,田东丽,陈丽萌.钠糖转运子2抑制剂在糖尿病肾病管球反馈调节中的作用[J].中华肾脏病杂志, 2018, 34(6):5.DOI:10.3760/cma.j.issn.1001-7097.2018.06.015.
4. 1 2 3  Shubrook, Jay H; Bokaie, Babak Baradar; Adkins, Sarah E. . Drug design, development and therapy (Review). October 2015, 9: 5793–803. PMC 4634822 . PMID 26586935. doi:10.2147/DDDT.S69926.
5. ↑  Haas, B; Eckstein, N; Pfeifer, V; Mayer, P; Hass, M D S. . Nutrition & Diabetes. 2014, 4 (11): e143. ISSN 2044-4052. PMID 25365416. doi:10.1038/nutd.2014.40.
6. ↑  Perkovic V, Jardine MJ, Neal B, et al. Canagliflozin and Renal Outcomes in Type 2 Diabetes and Nephropathy. N Engl J Med. 2019;380(24):2295-2306. doi:10.1056/NEJMoa1811744
7. ↑  InsightPharma.  (PDF): vii. 2010  [2016-06-15]. （原始内容 (PDF)存档于2016-03-04）.
8. ↑  Liscinsky, Morgan. . U.S. Food and Drug Administration. Jan 8, 2014  [15 April 2015]. （原始内容存档于2017-02-17）.
9. ↑  . Boehringer Ingelheim /  Eli Lilly and Company. 1 August 2014  [5 November 2014]. （原始内容存档于2014-11-05）.
10. ↑  Goldenberg R, et al. Can J Diabetes. 2016;40:193-195.
11. ↑  Invokana, First in New Class of Diabetes Drugs, Approved （页面存档备份，存于）, MPR, March 29, 2013
12. ↑  SGLT2 inhibitor approval race （页面存档备份，存于）
13. ↑  . January 17, 2014  [2016-06-15]. （原始内容存档于2015-09-23）.
14. ↑  Poole, RM; Prossler, JE. . Drugs. Jun 2014, 74 (8): 939–44. PMID 24848755. doi:10.1007/s40265-014-0229-1.
15. ↑  Škrtić M, Cherney DZ. Sodium-glucose cotransporter-2 inhibition and the potential for renal protection in diabetic nephropathy[J]. Curr Opin Nephrol Hypertens, 2015, 24(1): 96⁃103. DOI:10.1097/MNH.0000000000000084.
16. ↑  Zinman B, Wanner C, Lachin J M, et al. Empagliflozin, cardiovascular outcomes, and mortality in type 2 diabetes[J]. New England Journal of Medicine, 2015, 373(22): 2117-2128.
17. ↑  Neal B, Perkovic V, Mahaffey K W, et al. Canagliflozin and cardiovascular and renal events in type 2 diabetes[J]. New England Journal of Medicine, 2017, 377(7): 644-657.
18. ↑  Wiviott S D, Raz I, Bonaca M P, et al. Dapagliflozin and cardiovascular outcomes in type 2 diabetes[J]. New England Journal of Medicine, 2019, 380(4): 347-357.
19. 1 2 3 4 5  Braunwald, Eugene. Longo, Dan L. , 编. . New England Journal of Medicine. 2022-05-26, 386 (21)  [2023-05-26]. ISSN 0028-4793. doi:10.1056/NEJMra2115011. （原始内容存档于2022-11-01） （英语）.
20. 1 2  Ala, Moein. . Endocrinology. 2021-08-03, 162 (12). ISSN 0013-7227. doi:10.1210/endocr/bqab157.
21. 1 2  .   [2023-05-26]. doi:10.30148/jjys. （原始内容存档于2023-05-27）.
22. 1 2 3  Salvatore, Teresa; Galiero, Raffaele; Caturano, Alfredo; Rinaldi, Luca; Di Martino, Anna; Albanese, Gaetana; Di Salvo, Jessica; Epifani, Raffaella; Marfella, Raffaele; Docimo, Giovanni; Lettieri, Miriam. . International Journal of Molecular Sciences. 2022-01, 23 (7)  [2023-05-26]. ISSN 1422-0067. PMC 8998569 . PMID 35409011. doi:10.3390/ijms23073651. （原始内容存档于2023-05-30） （英语）.